# Krystyna Macek-Kamińska
Krystyna Bożena Macek-Kamińska (ur. 5 grudnia 1955 w Brzegu) – polska elektrotechnik, specjalizująca się w automatyzacji napędu elektrycznego, metodach komputerowych w technice i zarządzaniu; nauczyciel akademicki, związana z politechnikami we Wrocławiu i Opolu.

## Życiorys
Po ukończeniu szkoły średniej w 1974, podjęła studia na Wydziale Elektrycznym Politechniki Wrocławskiej, które ukończyła w 1979, zdobywając dyplomy magistra inżyniera. Następnie podjęła pracę na macierzystej uczelni jako młodszy asystent. Jednocześnie podjęła studia doktoranckie w Instytucie Układów Elektromaszynowych Politechniki Wrocławskiej, kończąc je w 1983 i uzyskując stopień naukowy doktora nauk technicznych. Rok wcześniej zatrudniła się w Wyższej Szkole Inżynieryjnej w Opolu (od 1996 pod nazwą Politechnika Opolska). W 1983 została na tej uczelni adiunktem w Instytucie Elektrotechniki, a w 1995 profesorem nadzwyczajnym. W 1994 uzyskała na Akademii Górniczo-Hutnicza im. Stanisława Staszica w Krakowie stopień naukowy doktora habilitowanego nauk technicznych w zakresie elektrotechniki na podstawie rozprawy pt. Estymacja parametrów modeli matematycznych silników indukcyjnych dwuklatkowych i głębokożłobkowych.
Na Politechnice Opolskiej poza działalnością naukowo-dydaktyczną pełniła szereg funkcji organizacyjnych. Przez wiele lat była członkiem Senatu tej uczelni technicznej, w tym Komisji do Spraw Dydaktycznych i Studenckich. W latach 1999–2005 była prodziekanem do spraw studenckich Wydziału Elektrotechniki i Automatyki PO. Od 2005 do 2012 zajmowała stanowisko dyrektora Instytutu Układów Elektromechanicznych i Elektroniki Przemysłowej. W 2012 została wybrana na prorektora do spraw dydaktyki Politechniki Opolskiej. 
Poza opolską uczelnią techniczną Krystyna Macek-Kamińska bierze aktywny udział w krajowych organizacjach naukowych. Jest członkiem m.in. Komisji Elektroniki Oddziału Katowickiego Polskiej Akademii Nauk, Polskiego Towarzystwa Elektrotechniki Teoretycznej i Stosowanej oraz Polskiego Towarzystwa Zastosowań Elektromagnetyzmu.

## Dorobek naukowy
Przedmiotem zainteresowań naukowych Krystyny Macek-Kamińskiej jest szeroko pojęta elektrotechnika, a w szczególności: automatyzacja napędu elektrycznego, metody komputerowe w technice i zarządzaniu. Jak dotychczas wypromowała 4 doktorów. 
Jej prace naukowe obejmują badania symulacyjne i eksperymentalne maszyn elektrycznych, metody estymacji parametrów silników indukcyjnych, zagadnienia automatyzacji napędu elektrycznego. Jej dorobek naukowy obejmuje ponad 65 prac oraz udział w projekcie badawczym finansowanym przez Komitet Badań Naukowych.

## Odznaczenia
Za swoją działalność naukową, dydaktyczną i organizacyjną otrzymała liczne nagrody i odznaczenia, w tym Nagrodę Ministra Nauki, Szkolnictwa Wyższego i Techniki, nagrody rektorów Politechniki Wrocławskiej i Politechniki Opolskiej. W 2003 otrzymała Srebrny Krzyż Zasługi.

## Życie prywatne
Od 1982 roku mieszka w Opolu. Jest mężatką. Ma troje dzieci.